# Marienkirche (Neubrandenburg)

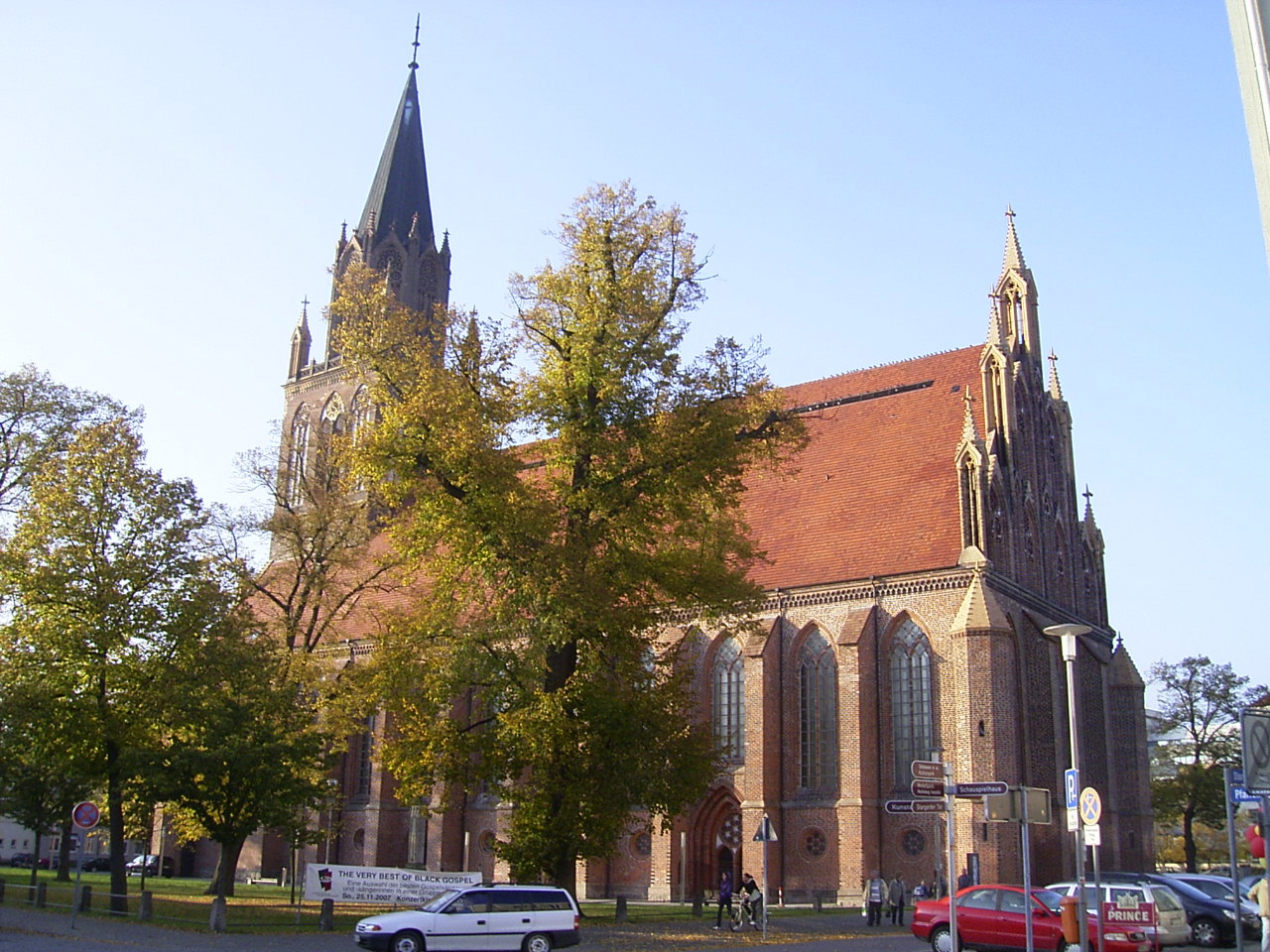
Neubrandenburger Marienkirche

Die St.-Marien-Kirche war die Hauptpfarrkirche Neubrandenburgs in Mecklenburg. Nach weitgehender Zerstörung im April 1945 am Ende des Zweiten Weltkriegs wurde sie bis 2001 als Konzertkirche Neubrandenburg wiederaufgebaut. Sie ist nicht nur ein Konzertsaal von internationalem Rang, sondern auch ein Zeugnis des norddeutschen Backsteinbaus. Insbesondere ihr Ostgiebel gilt als ein erster Höhepunkt der Backsteingotik. Der in den 1980er Jahren rekonstruierte Kirchturm ist mit einer Höhe von 90 Metern das höchste Bauwerk Neubrandenburgs.

## Geschichte

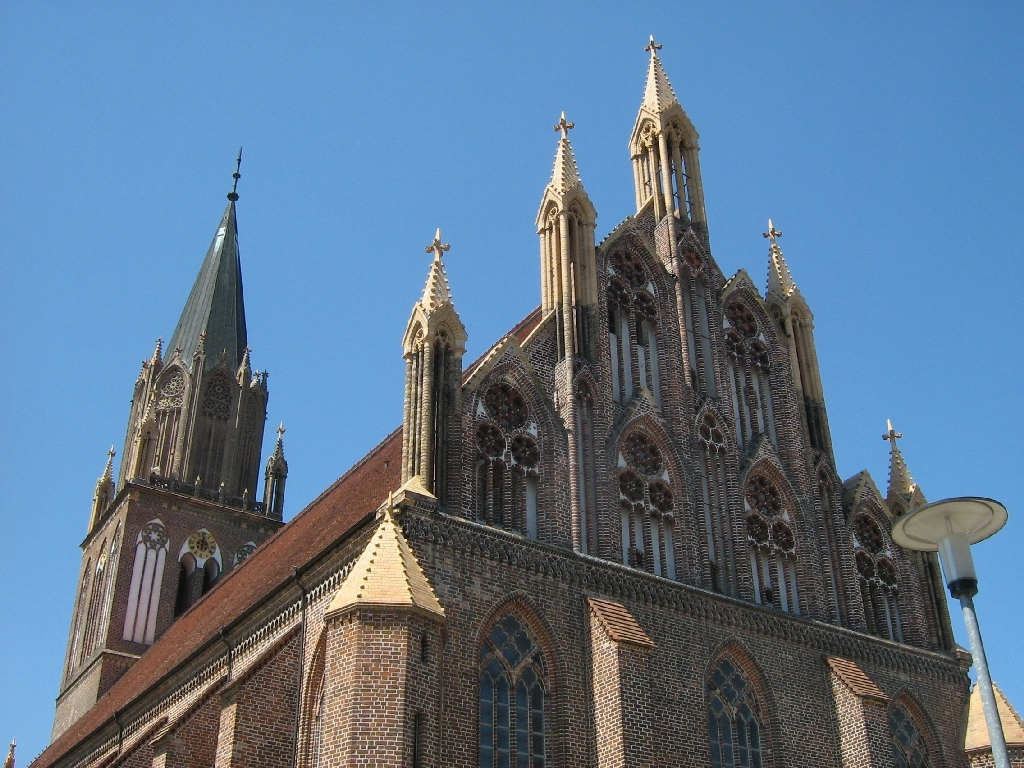
Ostgiebel

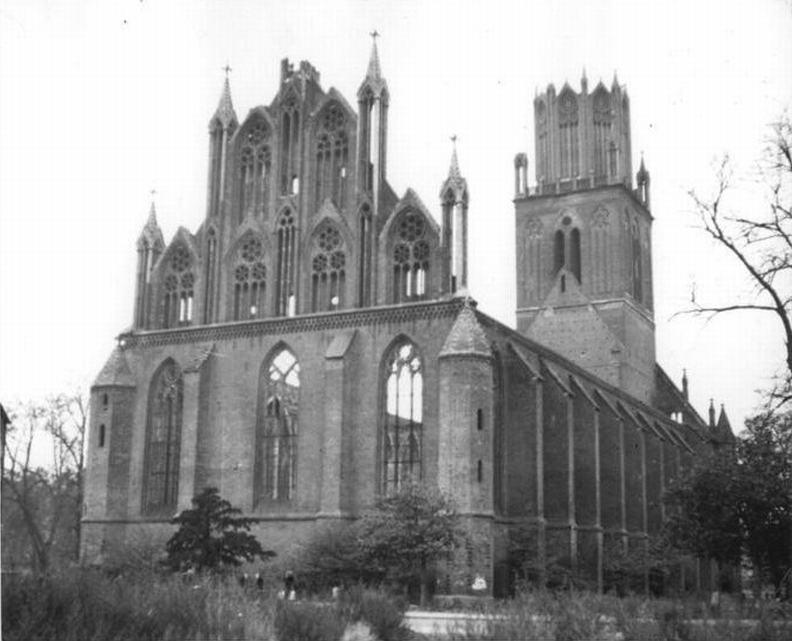
Zerstörte Marienkirche (1952)

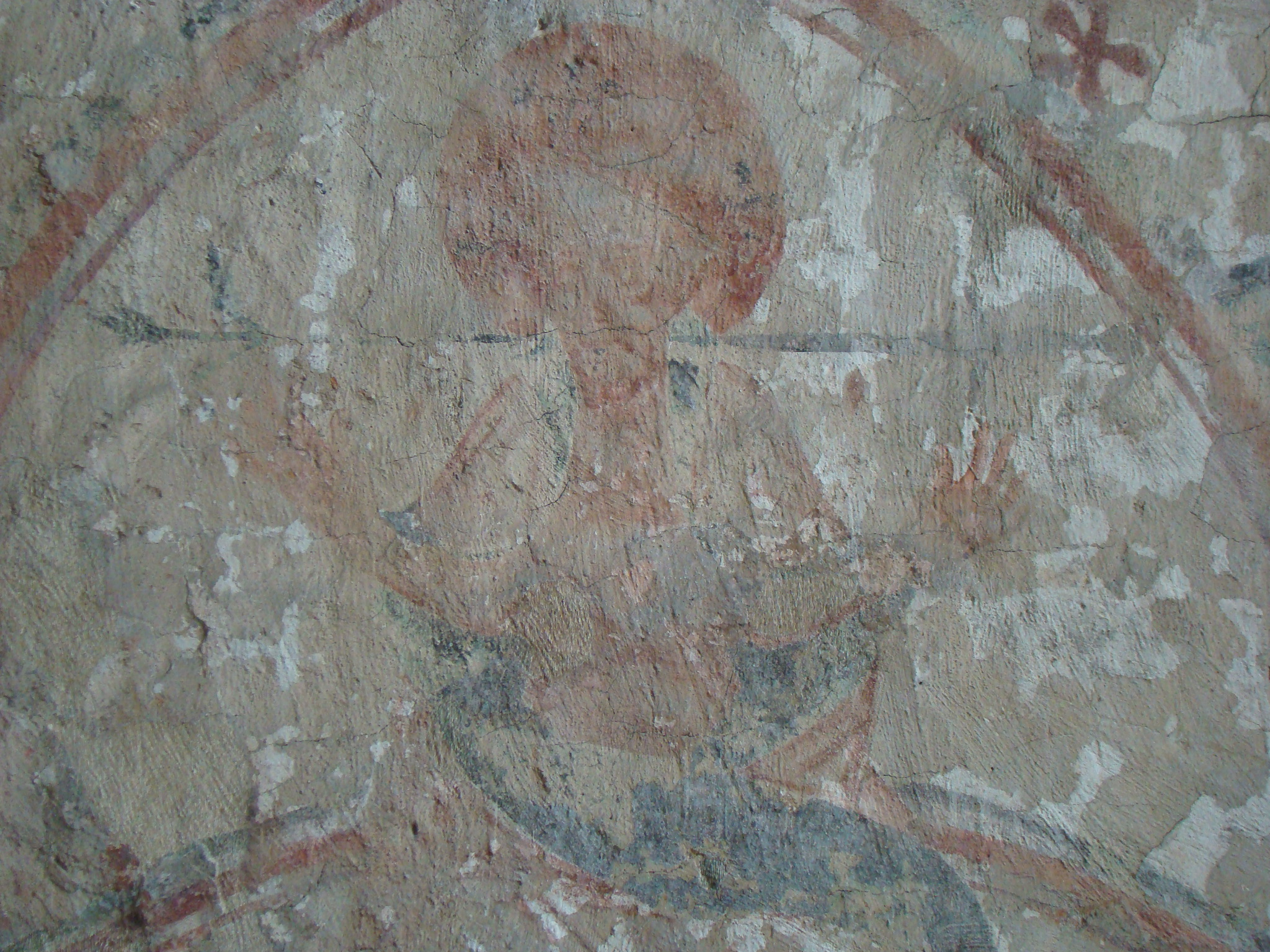
Letztes erhaltenes Fresko

Mit dem Bau der St.-Marien-Kirche wurde bald nach der Stadtgründung 1248 begonnen. Diesem ersten, wahrscheinlich als Holzkirche auf Feldsteinfundament errichteten Gebäude folgte um 1270 eine aus Granitquadern gemauerte Pfarrkirche. Die vier Joche vom Chorraum der heutigen Kirche wurden Ende des 13. Jahrhunderts fertiggestellt. Ihr Hauptaltar wurde 1298 durch den Bischof von Havelberg geweiht. Das Kirchenschiff wurde am Anfang, der Kirchturm im Laufe des 14. Jahrhunderts errichtet.
1523 wurde in Neubrandenburg der erste lutherische Prediger erwähnt, gut zwei Jahrzehnte später (1549) wechselte Mecklenburg im Zuge der Reformation vollständig zur evangelisch-lutherischen Konfession. Seither war die St.-Marien-Kirche eine lutherische Kirche mit bis zu fünf Pfarrstellen, von denen aber meist nur zwei oder drei besetzt waren. Bis 1765 war Neubrandenburg zugleich Sitz des Superintendenten des Kirchenkreises Stargard. Der erste Superintendent war Erasmus Alberus, der 1552 durch Herzog Johann Albrecht I. zum Prediger berufen wurde. Er starb 1553 und wurde vor dem Altar der Marienkirche begraben.
1591 stürzte die Turmspitze bei einem Sturm herunter. Im Jahr 1614 wurde die Marienkirche Opfer eines Stadtbrandes. Im Dreißigjährigen Krieg richteten kaiserliche Truppen bei der Besetzung der Stadt 1631 in der Kirche ein Blutbad an. Erneut wurde der Turm 1655 beschädigt, diesmal durch Blitzschlag, wobei neben dem Geläut auch die Kirchturmuhr zerstört wurde. Beim Stadtbrand von 1676 beschädigte der ins Mittelschiff gestürzte Turm das Gewölbe so stark, dass es vollständig abgetragen werden musste. Die verarmte Stadt konnte sich nur eine behelfsmäßige Reparatur leisten und ließ das Gewölbe durch einen Bretterboden ersetzen. Gottesdienste waren erst ab 1694 wieder möglich.
Ihr heutiges Äußeres erhielt die Kirche im Zuge mehrjähriger Bauarbeiten ab 1832 unter Leitung von Friedrich Wilhelm Buttel. Die Einweihung erfolgte am 12. August 1841. Großherzog Georg dankte Buttel in einem Schreiben für diesen Bau als eure bedeutendste Leistung, welche euch wahrhaft zur Ehre gereicht.
Beim Brand der Neubrandenburger Innenstadt am 29. April 1945 brannte auch die Kirche bis auf die vier Außenwände und die Turmmauern vollständig aus. Der anfangs geplante Wiederaufbau als Gotteshaus überstieg die Möglichkeiten der Gemeinde deutlich. Auch der Versuch, im Ostteil einen Einbau zu errichten, der als Gemeindehaus dienen sollte, wurde nicht realisiert.

## Architektur
Die Marienkirche war bis zu ihrer Kriegszerstörung eine neunjochige und dreischiffige Hallenkirche. Sie verfügte über ein rechtwinkliges Kreuzgewölbe und einen geraden Chorabschluss. Der Kirchturm hatte eine Höhe von 90 m, die auch mit dem Wiederaufbau in den 1980er Jahren wieder erreicht wurde. Der frühere Gewölbescheitel im Mittelschiff befand sich in 18,5 m Höhe. Das Innere des Kirchenschiffes ist 22,4 m lang und 53,6 m breit. Die Stärke der Westwand liegt bei 4,7 m.
Das vorgeblendete, freistehende Maßwerk des zwischen 1292 und 1297 errichteten Ostgiebels ist eine filigrane Zusammenstellung von Wimpergen und Fialen und das älteste der norddeutschen Backsteingotik. Der unbekannte Baumeister setzte erstmals eine Maßwerkarchitektur in Backstein um, die sich von hier im norddeutschen Raum verbreitete.

## Umbau zur Konzertkirche und Eröffnung

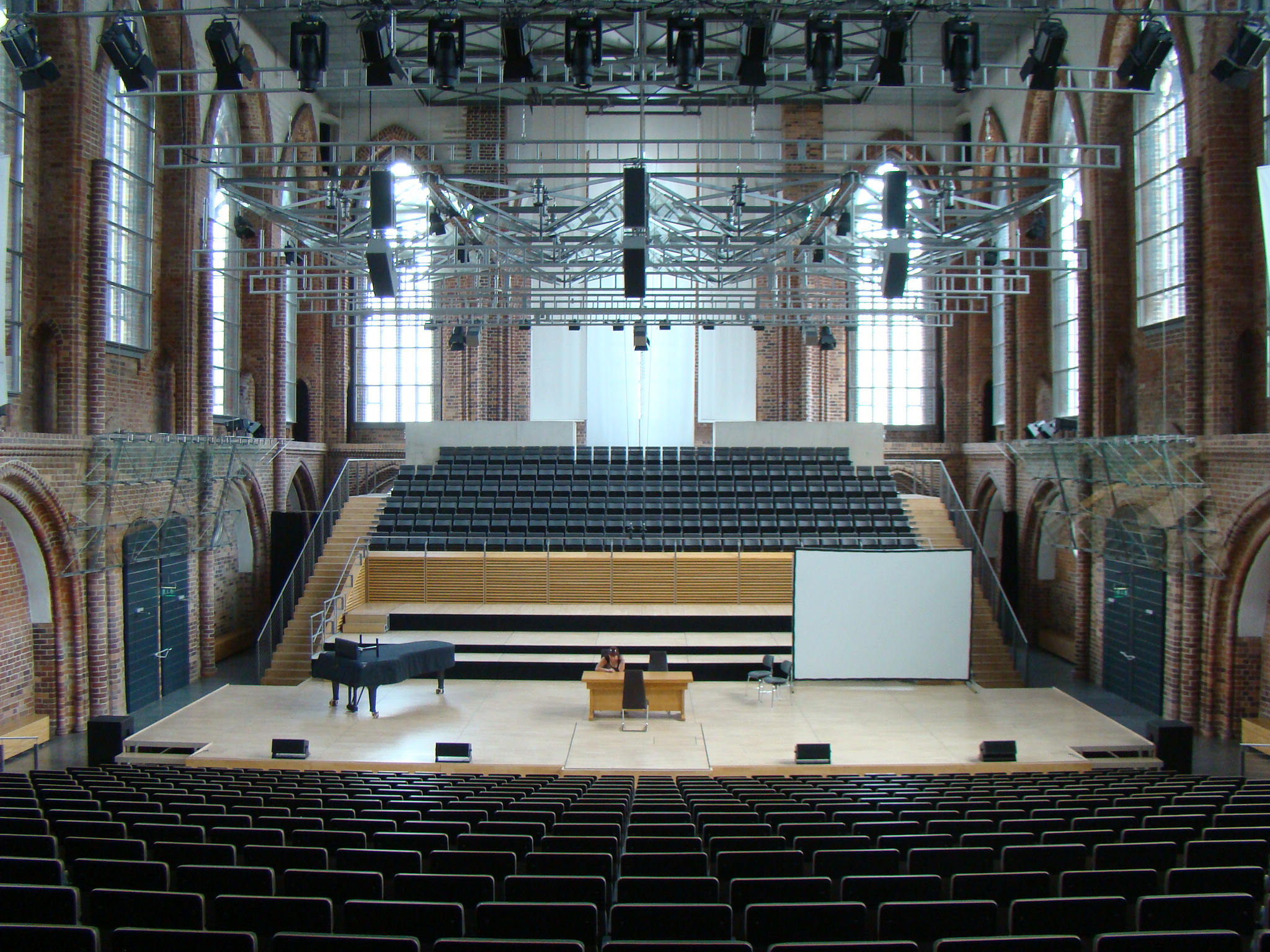
Veranstaltungsraum (noch ohne Orgel)

Nachdem Anfang der 1970er Jahre aufkommende Abrisspläne für die Kirchenruine verworfen waren, erwarb die Stadt Neubrandenburg 1975 die Liegenschaft und begann mit dem Wiederaufbau und Ausbau der Ruine als Konzerthalle und Kunstgalerie. Nach der Wiedervereinigung 1989/1990 geriet der Wiederaufbau zunächst ins Stocken. Die bis dahin verfolgte Gestaltungskonzeption des Neubrandenburger Architekten Josef Walter mit einem abgeschlossenen Saal in der Hallenkirche wurde vom Bauministerium des Landes, vertreten von Roland Kutzki, verworfen. Nach mehreren Architekturwettbewerben entschieden sich ein Preisgericht und dann die Neubrandenburger Stadtvertreter 1996 für einen deutlich kostengünstigeren Entwurf des finnischen Architekten Pekka Salminen, wo der nun größere Konzertsaal und der Innenraum der Kirche eine offene Einheit bilden.
2001 waren die Bauarbeiten abgeschlossen, am 13. Juli 2001 ging die neue Spielstätte mit einem Eröffnungskonzert in Funktion. Der Philharmonische Chor Neubrandenburg unter der Leitung von Chordirektor Gotthard Franke interpretierte, verstärkt durch den Opernchor Neustrelitz, die Fest- und Gedenksprüche von Johannes Brahms. Anschließend führten die Neubrandenburger Philharmonie und der NDR-Chor unter der Leitung von Nicolás Pasquet die Missa solemnis von Ludwig van Beethoven auf.
Der neue Zuschauersaal umfasst 850 Plätze und verfügt über ausgezeichnete akustische Verhältnisse. Der Wiederaufbau der Kirche kostete 31 Millionen DM, wovon die Stadt mehr als 20 Millionen DM selbst aufbrachte.
Mit der Wiedereröffnung erfolgte dann die Umbenennung zur „Konzertkirche Neubrandenburg“. 2002 wurde sie mit dem Landesbaupreis Mecklenburg-Vorpommern ausgezeichnet. Sie ist die Stammspielstätte der Neubrandenburger Philharmonie, die hier jede Saison an die dreißig Konzerte gibt. Außerdem ist die Konzertkirche ein fester Spielort der Festspiele Mecklenburg-Vorpommern. Viele international tätige Künstler und Orchester waren hier bereits zu Gast. Seit einigen Jahren findet hier im Sommer das „NB JOT“ statt, ein Jugendorchesterfestival, zu dem junge Musiker aus ganz Europa in Neubrandenburg zu Gast sind. Im Jahr 2011 war die Konzertkirche einer der zentralen Veranstaltungsorte des Bundeswettbewerbes „Jugend musiziert“ in Neubrandenburg und Neustrelitz. Außerdem wurden 2011 mit einem großen Festkonzert das zehnjährige Jubiläum der Neueröffnung der Konzertkirche und das 60-jährige Bestehen der Neubrandenburger Philharmonie gefeiert.

## Weitere Projekte
In den Jahren seit der Wiedereröffnung wurden weitere Projekte für die Konzertkirche realisiert oder stehen in Planung. So ist im Kirchturm seit 2003 eine Ausstellung des Neubrandenburger Regionalmuseums zur Geschichte der Backsteingotik in Neubrandenburg und Umgebung zu sehen. 
Im Jahr 2007 wurden fünf neue Kirchenglocken aus Bronze eingeweiht, die die alten verschlissenen Stahlglocken aus Kriegszeiten ersetzten. Für die Finanzierung dieses Projekts kamen im Rahmen der Spendenaktion „Fünf Glocken für Neubrandenburg“ innerhalb von zwei Jahren fast 220.000 Euro von Bürgern und Unternehmen der Stadt zusammen. Die Glocken wurden in der Glockengießerei Bachert in Karlsruhe gegossen, sie haben folgende Daten:
| Glocke | Name                | Durchmesser | Gewicht | Schlagton |
| ------ | ------------------- | ----------- | ------- | --------- |
| 1      | Marienglocke        | 1718 mm     | 3363 kg | H°        |
| 2      | Johannesglocke      | 1334 mm     | 1695 kg | e′        |
| 3      | Gebetsglocke        | 1050 mm     | 828 kg  | gis′      |
| 4      | Sakramentsglocke    | 0985 mm     | 702 kg  | a′        |
| 5      | Lob- und Dankglocke | 0900 mm     | 538 kg  | h′        |

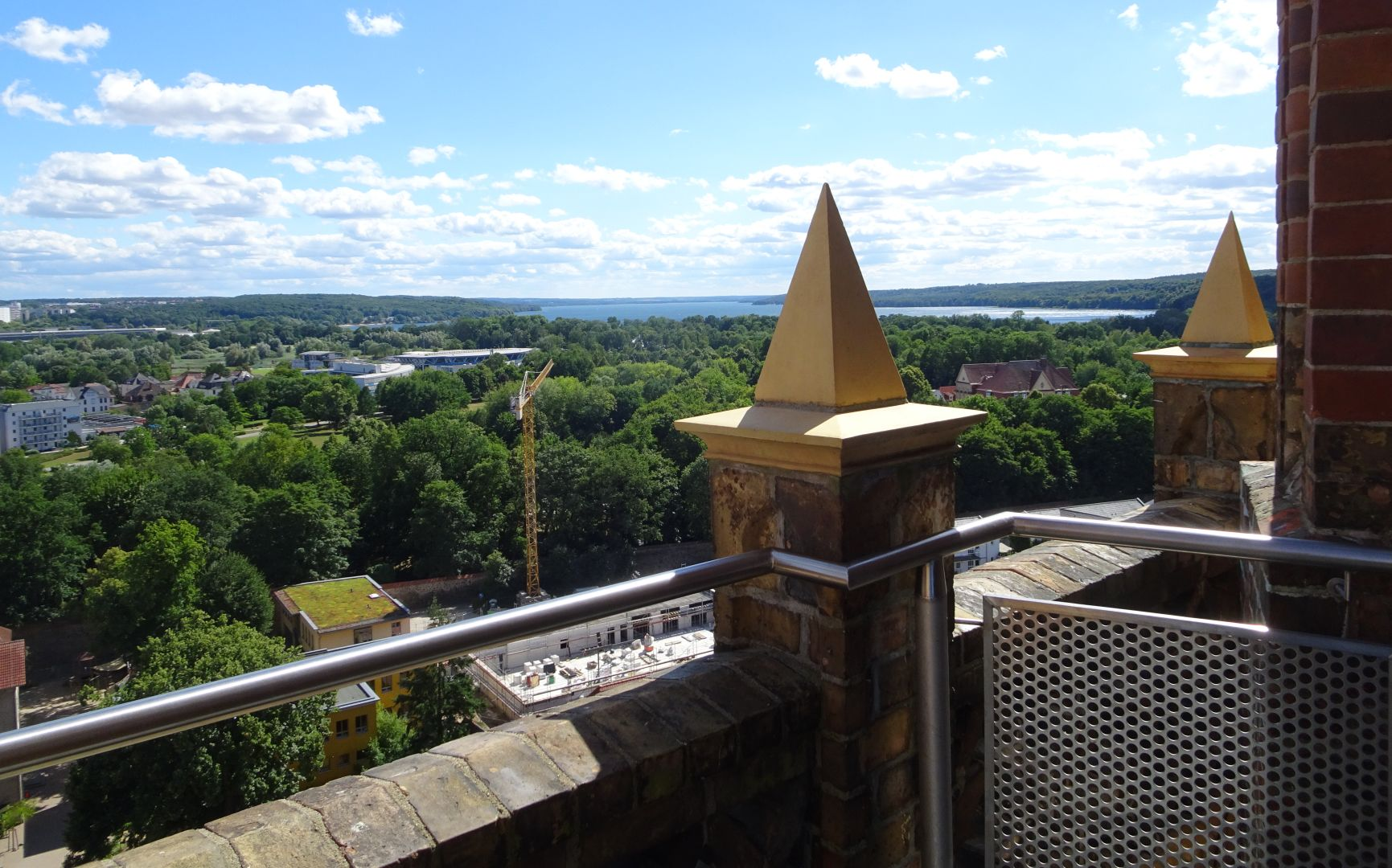
Blick vom Turm in Richtung Tollensesee

Im Rahmen dieser Bauarbeiten wurde auch die Außenbalustrade des Turms für die Öffentlichkeit zugänglich gemacht. Seit 2009 zeigt eine multimediale 360°-Projektion im Turm-Oktogon oberhalb der Glockenstube das historische Stadtbild von Neubrandenburg um 1900, anhand dessen die Sehenswürdigkeiten und historischen Gebäude der Stadt erläutert werden.

## Orgel
Johannes Klais Orgelbau und die Karl Schuke Berliner Orgelbauwerkstatt bauten eine neue Orgel. Mit einem Konzert der lettischen Organistin Iveta Apkalna wurde sie am 13. Juli 2017 eingeweiht. Das Schleifladen-Instrument hat 70 Register und kann von zwei viermanualigen Spieltischen aus bespielt werden. Die Orgel besitzt 2852 Pfeifen, davon 351 aus Holz und 2501 aus unterschiedlichen Zinn-Legierungen. Die längste Pfeife ist ca. 6 Meter, die kleinste Pfeife ca. 11 Millimeter lang. Das Instrument ist 8 m breit und 12 m hoch und ca. 21 t schwer.
| I Hauptwerk C–c4 |                   |       |
| 1.               | Principal         | 16′   |
| 2.               | Principal         | 8′    |
| 3.               | Harmonieflöte     | 8′    |
| 4.               | Gamba             | 8′    |
| 5.               | Bordun            | 8′    |
| 6.               | Principal         | 4′    |
| 7.               | Flöte             | 4′    |
| 8.               | Quinte            | 2 ⁄3′ |
| 9.               | Octave            | 2′    |
| 10.              | Cornett V (ab c1) | 8′    |
| 11.              | Mixtur IV         | 2′    |
| 12.              | Tuba              | 16′   |
| 13.              | Trompete          | 8′    |
| 14.              | Tuba              | 4′    |
|                  | Tremulant         |       |

| II Farbwerk (Positiv) C–c4 |           |        |
| 15.                        | Bourdon   | 16′    |
| 16.                        | Salicet   | 16′    |
| 17.                        | Principal | 8′     |
| 18.                        | Rohrflöte | 8′     |
| 19.                        | Salicet   | 8′     |
| 20.                        | Principal | 4′     |
| 21.                        | Rohrflöte | 4′     |
| 22.                        | Quinte    | 2 ⁄3′  |
| 23.                        | Flöte     | 2′     |
| 24.                        | Principal | 2′     |
| 25.                        | Terz      | 1 3⁄5′ |
| 26.                        | Quinte    | 1 ⁄3′  |
| 27.                        | Mixtur IV | 1 ⁄3′  |
| 28.                        | Cromorne  | 16′    |
| 29.                        | Cromorne  | 8′     |

| III Schwellwerk C–c4 |                       |       |
| 30.                  | Gedeckt               | 16′   |
| 31.                  | Geigenprincipal       | 8′    |
| 32.                  | Bordunalflöte         | 8′    |
| 33.                  | Salicional            | 8′    |
| 34.                  | Aeoline               | 8′    |
| 35.                  | Vox coelestis (ab c0) | 8′    |
| 36.                  | Fugara                | 4′    |
| 37.                  | Flaut travers         | 4′    |
| 38.                  | Piccolo               | 2′    |
| 39.                  | Progressio II-III     | 2 ⁄3′ |
| 40.                  | Basson                | 16′   |
| 41.                  | Trompette             | 8′    |
| 42.                  | Hautbois              | 8′    |
| 43.                  | Vox humana            | 8′    |
| 44.                  | Clairon               | 4′    |
|                      | Tremulant             |       |

| IV Solowerk C–c4 |                  |     |
| 45.              | Violon           | 16′ |
| 46.              | Stentorprincipal | 8′  |
| 47.              | Viola            | 8′  |
| 48.              | Stentorprincipal | 4′  |
| 49.              | Violine          | 4′  |
|                  | Tremulant        |     |
| 50.              | Tuba             | 16′ |
| 51.              | Tuba             | 8′  |
| 52.              | Tuba             | 4′  |

| Pedalwerk C–g1 |               |     |
| 53.            | Untersatz     | 32′ |
| 54.            | Principalbass | 16′ |
| 55.            | Violonbass    | 16′ |
| 56.            | Zartprincipal | 16′ |
| 57.            | Subbass       | 16′ |
| 58.            | Bourdon       | 16′ |
| 59.            | Salicet       | 16′ |
| 60.            | Octavbass     | 8′  |
| 61.            | Principal     | 8′  |
| 62.            | Violoncello   | 8′  |
| 63.            | Gedecktbass   | 8′  |
| 64.            | Choralbass    | 4′  |
| 65.            | Octave        | 4′  |
| 66.            | Hintersatz IV | 4′  |
| 67.            | Posaune       | 16′ |
| 68.            | Tuba          | 16’ |
| 69.            | Cromorne      | 16′ |
| 70.            | Trompete      | 8′  |
| 71.            | Clarino       | 4′  |

- Koppeln: II/I, III/I, IV/I, I/II, III/II, III/III (Sub- und Superoktavkoppeln), IV/II, IV/III, I/P, II/P, III/P, IV/P

Der Unternehmer Günther Weber, Gründer der Firma Weber Maschinenbau, stiftete 2 Millionen Euro für den Aufbau der Orgel.

## Marienkirche in der Kunst
Die Marienkirche ist ein bedeutendes Motiv im Werk von Caspar David Friedrich. Der Maler der Romantik fertigte von dem Bauwerk mehrere Architekturstudien. Elemente der Sakralarchitektur verwendete er aber auch in Fantasiearchitekturen seiner Bilder, mit denen er den Wunsch von Franz Christian Boll, von 1801 bis 1818 Pastor an der Marienkirche, nach einer Wiederherstellung der gotischen Gestalt des Gotteshauses kommentierte. Bis zum Umbau 1841 war der Kirchturm mit einer barocken Haube versehen.
Caspar David Friedrichs unvollendetes Gemälde Das brennende Neubrandenburg (um 1830) in der Hamburger Kunsthalle ist das einzig erhaltene Dokument, das den ursprünglichen Entwurf des Architekten Friedrich Wilhelm Buttel für den Turm der Marienkirche aus dem Jahr 1829 zeigt. Der Turm sollte nach dem Vorbild der Friedrichswerderschen Kirche in Berlin oben flach enden mit durchbrochenen Geländern und Fialen. Die Bürger der Stadt protestierten gegen diese Lösung und forderten einen spitzen gotischen Turmhelm, der dann auch realisiert wurde.
Der 1841 in der Marienkirche aufgestellte Altar entspricht in seiner äußeren Gestalt einem Altarentwurf von Caspar David Friedrich in der aquarellierten Federzeichnung Kreuz vor Regenbogen im Gebirge von 1818, vom Architekten Friedrich Wilhelm Buttel leicht abgeändert.

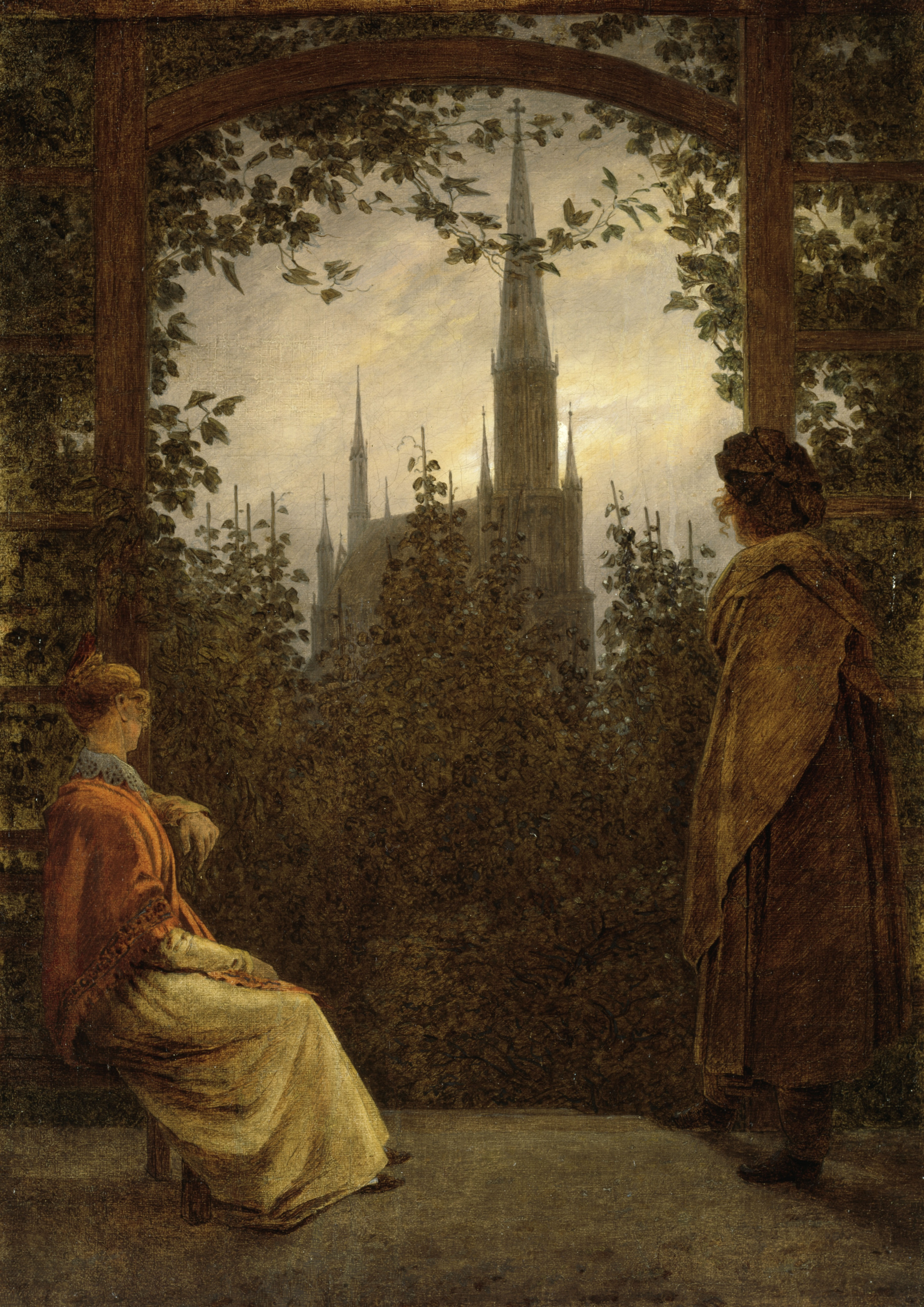
Caspar David Friedrich: Gartenlaube, 1818
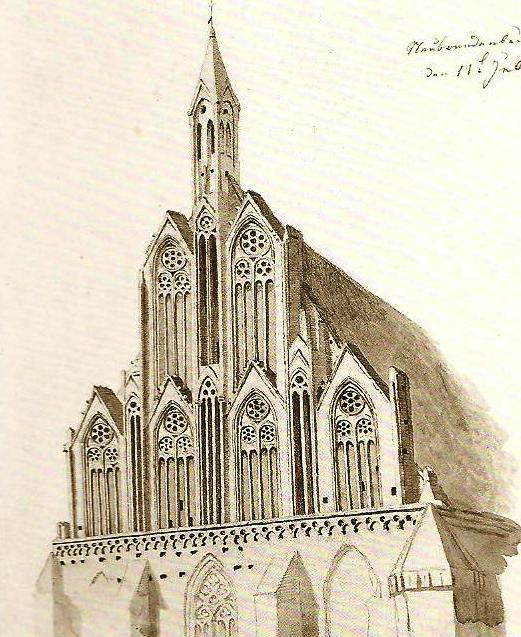
Caspar David Friedrich: Giebel der Marienkirche, 1809
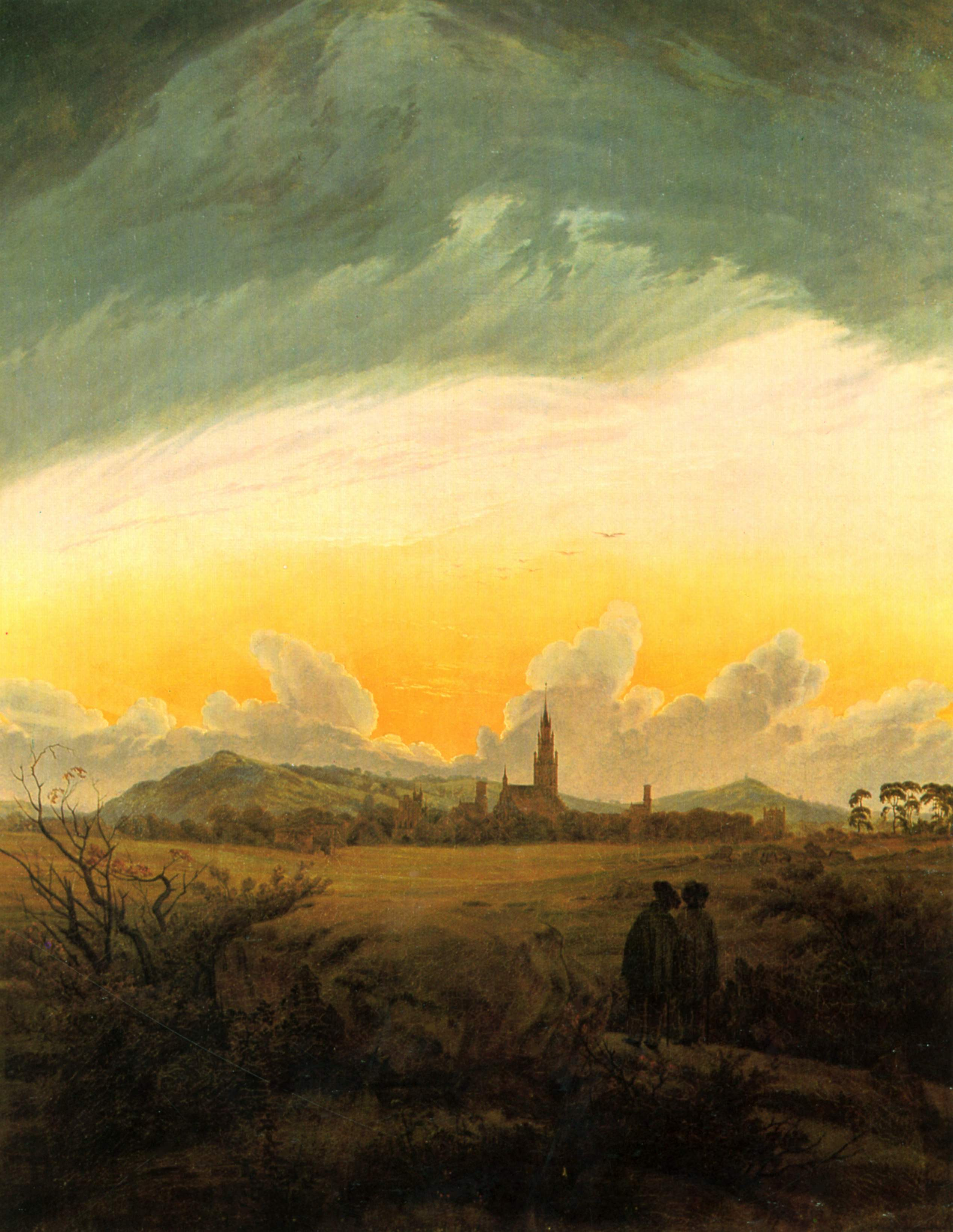
Caspar David Friedrich: Neubrandenburg, 1816/1817
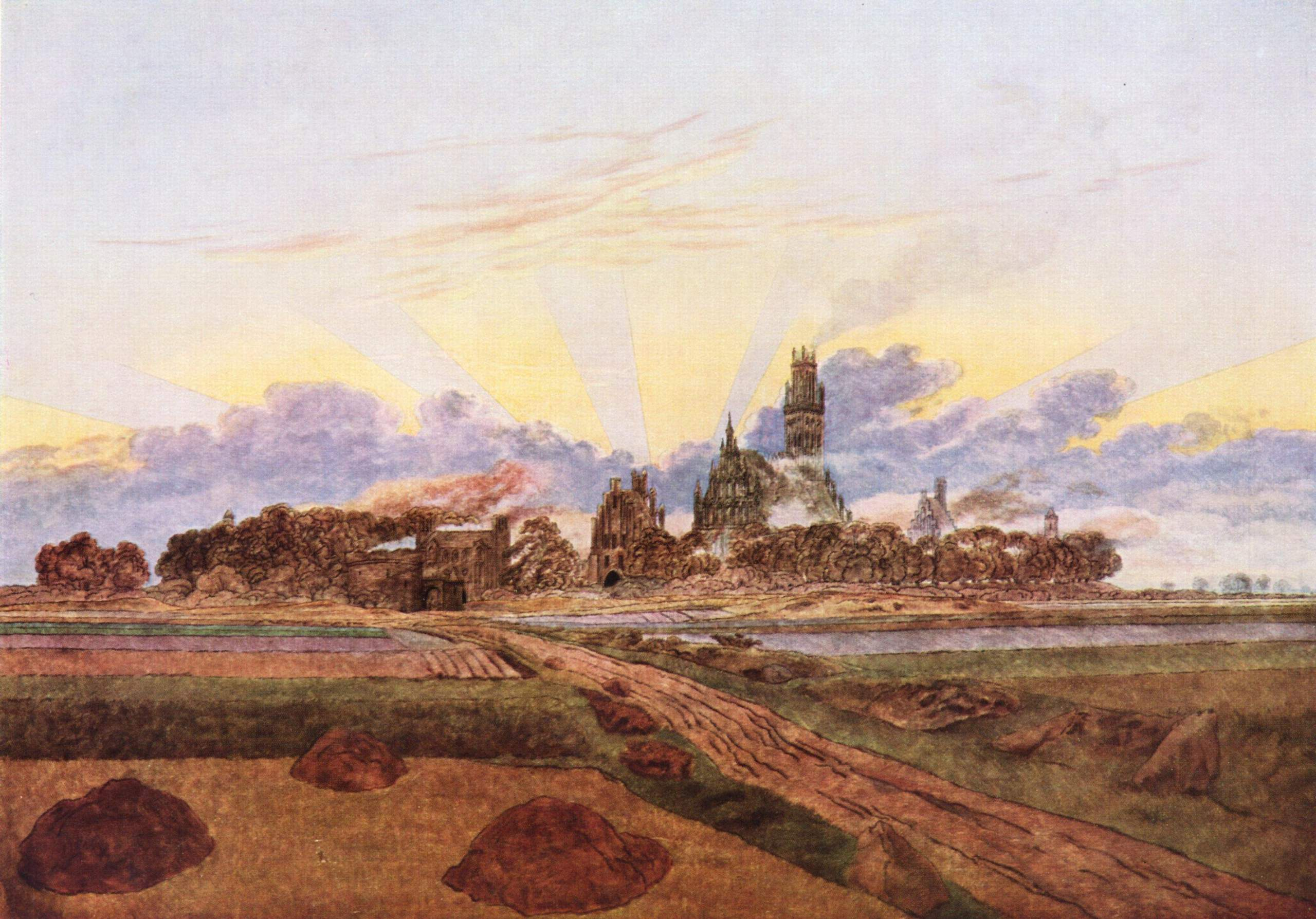
Caspar David Friedrich: Das brennende Neubrandenburg, 1830–1835
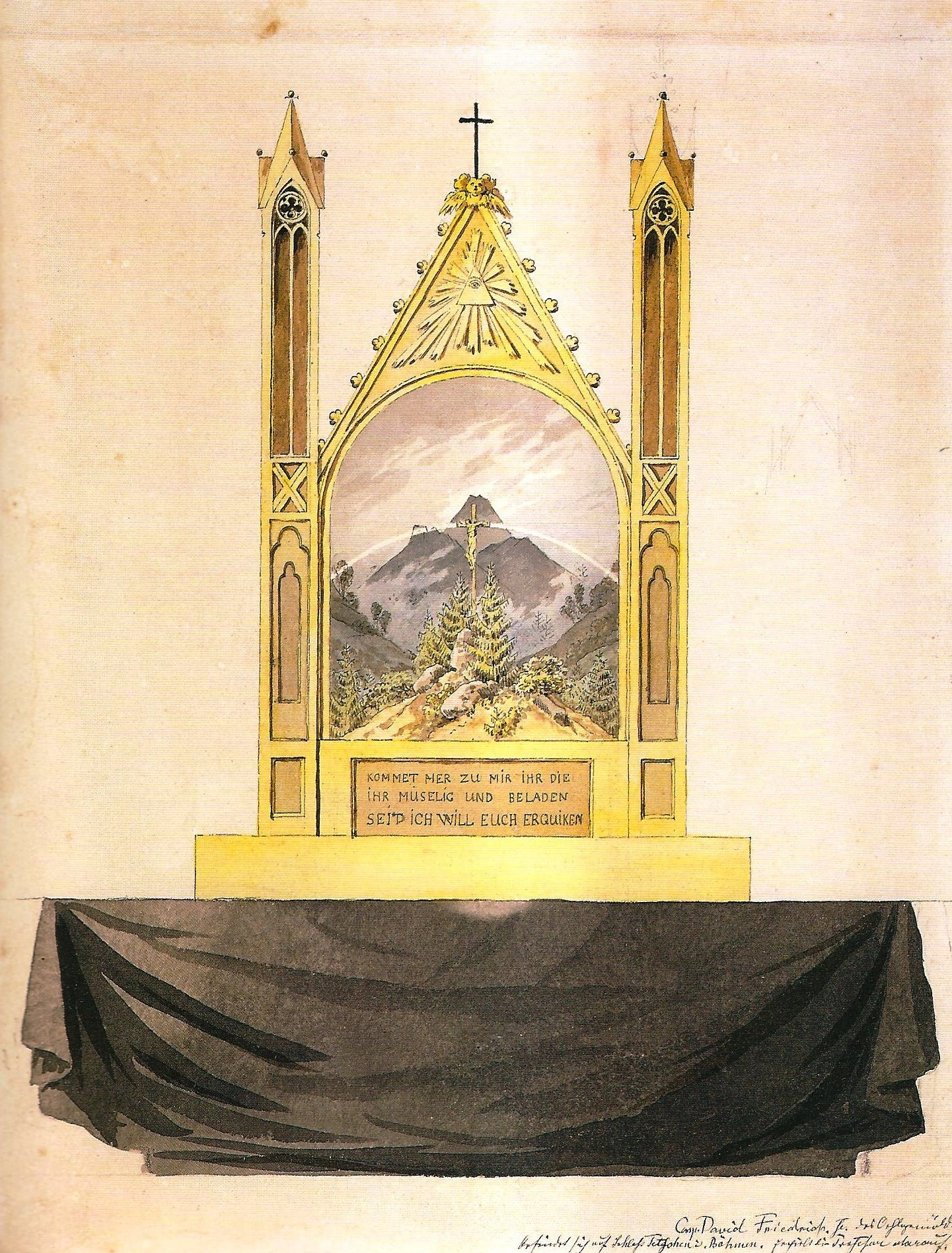
Caspar David Friedrich: Kreuz vor Regenbogen im Gebirge, um 1817

## Pastoren
- 1789–1805 Ernst Theodor Johann Brückner (1789 Prediger, 1. Pfarrstelle ab 1801)
- 1802–1818 Franz Christian Boll (1802 Prediger, 3. Pfarrstelle, 2. Pfarrstelle ab 1806)
- 1819–1851 Friedrich Johann Martin Tillemann (2. Prediger, 1. Pfarrstelle ab 1834)
- 1835–1858 Carl August Anton Kühne (2. Prediger, 1. Pfarrstelle ab 1851)
- 1852–1863 Johann Friedrich Ahrendt (2. Prediger, 1. Pfarrstelle ab 1859)
- 1859–1888 Ernst Milarch (1829–1888), (2. Pfarrstelle, 1. Pfarrstelle ab 1864, 1883 Präpositus)[11]
- 1865–1878 Wilhelm Krüger (2. Prediger)
- 1879–1908 Carl Wendt (2. Pfarrstelle, 1. Pfarrstelle ab 1890, 1896 Präpositus)
- 1908–1937 Otto Clorius (1. Pfarrstelle)
- 1929–1933 Johannes Heepe (3. Pfarrstelle)

## Organisten
- 1868–1897 August Naubert